# Бинаго
Бинаго (итал. Binago) — коммуна в Италии, находится в регионе Ломбардия, подчиняется административному центру Комо.
Население составляет 4249 человек, плотность населения составляет 708 чел./км². Занимает площадь 6 км². Почтовый индекс — 22070. Телефонный код — 031.
Покровителем коммуны почитается святой Иоанн Предтеча, празднование 24 июня.